# Metopius venustus
Metopius venustus là một loài tò vò trong họ Ichneumonidae.